# Rhampsinitus quadridens
Rhampsinitus quadridens is een hooiwagen uit de familie echte hooiwagens (Phalangiidae).